# Caius Sentius Saturninus (consul en -19)
Pour les articles homonymes, voir Caius Sentius Saturninus.
Caius Sentius Saturninus, né au Ier siècle av. J.-C. et mort au Ier siècle, est un homme politique romain et militaire qui a servi sous l'empereur Auguste.

## Biographie
Sa famille est originaire d'Atina. Il est mentionné comme partisan de Sextus Pompée mais semble avoir changé de camp puisqu'il est devient consul en 19 av. J.-C.. Il est proconsul d'Afrique à une période entre 14 et 12 av. J.-C.
En 7 av. J.-C., il est légat d'Auguste propréteur en Syrie. Entre 4 et 6 apr. J.-C, il est légat de Tibère lors d'opérations militaires en Germanie, ce qui lui vaut de recevoir les ornements triomphaux.
Il est le père de trois fils, dont deux sont connus comme consuls, Caius Sentius Saturninus, consul en 4, Gnaeus Sentius Saturninus (de), consul suffect en 4 et Lucius Sentius Saturninus.